# Cajuru do Sul
Cajuru do Sul é um bairro e foi um distrito do município brasileiro de Sorocaba, sede da Região Metropolitana de Sorocaba, no interior do estado de São Paulo.

## História

### Origem
O bairro tem origem no povoado de Cajuru. O nome "Cajuru" provém da língua tupi e significa "boca do mato", através da junção de ka'a ("mata") e îuru ("boca").

### Formação administrativa
- Distrito criado pela Lei n° 5.285 de 18/02/1959, com sede no povoado de Cajuru e com território desmembrado do distrito de Brigadeiro Tobias[5][6][7].
- Pela Lei Orgânica do Município de Sorocaba, promulgada em 05/04/1990, artigo 187, foram extintos os distritos do município[8].

### Pedido de emancipação
Quando ainda era distrito, tentou a emancipação político-administrativa e ser elevado à município, através de processo que deu entrada na Assembléia Legislativa do Estado de São Paulo no ano de 1990, mas como não atendia os requisitos necessários exigidos por lei para tal finalidade, o processo foi arquivado.

## Geografia

### Demografia

#### População urbana
| Crescimento população urbana | Crescimento população urbana | Crescimento população urbana | Crescimento população urbana |
| Censo                        | Pop.                         |                              | %±                           |
| ---------------------------- | ---------------------------- | ---------------------------- | ---------------------------- |
| 1960                         | 304                          |                              | —                            |
| 1970                         | 414                          |                              | 36,2%                        |
| 1980                         | 2 167                        |                              | 423,4%                       |
| 1991                         | 7 274                        |                              | 235,7%                       |
| 2000                         | 12 164                       |                              | 67,2%                        |
| Fonte: IBGE e Fundação SEADE |                              |                              |                              |

#### População total
Pelo Censo 2000 (IBGE) a população total do distrito era de 12 164 habitantes. Atualmente o bairro de Cajuru do Sul tem aproximadamente 18 mil habitantes.

### Área territorial
A área territorial do distrito era de 28,203 km².

### Bairros
- Cajuru do Sul (sede)
- Chácara Três Marias
- Jardim Ametista
- Jardim dos Reis
- Jardim Eliana
- Jardim Horizonte
- Jardim Nilton Torres
- Jardim Novo Cajuru
- Jardim Terras de Arieta
- Jardim Terras de São Francisco
- Jardim Villa Verona
- Jardim Virgínia
- Portal do Éden
- Residencial Alphaville Castelo
- Residencial Campos do Conde I
- Residencial Campos do Conde II
- Residencial Villa Borghesi
- Vila dos Dálmatas
- Vila Maria dos Prazeres
- Village Cajuru

### Localização
Localiza-se na Zona Industrial no extremo Nordeste da cidade, há cerca de 18 Km do centro de Sorocaba, próximo da divisa com a cidade de Itu.

### Rodovias
O bairro localiza-se às margens da Rodovia (SP-79), denominada no local como Avenida Paraná, e próximo à Rodovia Castelo Branco (SP-280).

## Serviços públicos

### Registro civil
Atualmente é feito na sede do município, pois o Cartório de Registro Civil das Pessoas Naturais do distrito foi extinto pela Resolução nº 1 de 29/12/1971 do Tribunal de Justiça do Estado de São Paulo, e seu acervo foi recolhido ao cartório do distrito de Éden.

### Transportes

Mini Terminal Cajuru.

O bairro do Cajuru era o único grande bairro de Sorocaba (junto ao Campolim) a não ter uma área de transferência, conhecida hoje em dia como mini terminal, sendo inaugurada apenas em 2021 com um sistema similar aos da AT Aparecidinha e da AT Brigadeiro Tobias.
Linhas urbanas e metropolitanas:
- T53/T31 - Éden/Cajuru
- A31/1 - Cajuru/Chácara Três Marias
- A31/1 - Cajuru/City Castello
- A31/2 - Nilton Torres
- A53/2 - Jd. Azáleas/Nilton Torres
- A72 - Bairro dos Carvalhos
- 6209 - Itu (Centro)

### Saneamento
O serviço de abastecimento de água é feito pelo Serviço Autônomo de Água e Esgoto (SAAE).

### Energia
A responsável pelo abastecimento de energia elétrica é a CPFL Piratininga, distribuidora do grupo CPFL Energia.

### Telecomunicações
O distrito era atendido pela Telecomunicações de São Paulo (TELESP), que inaugurou uma central telefônica no distrito de Éden para atender os dois distritos. Em 1998 esta empresa foi vendida para a Telefônica, que em 2012 adotou a marca Vivo para suas operações.

## Religião

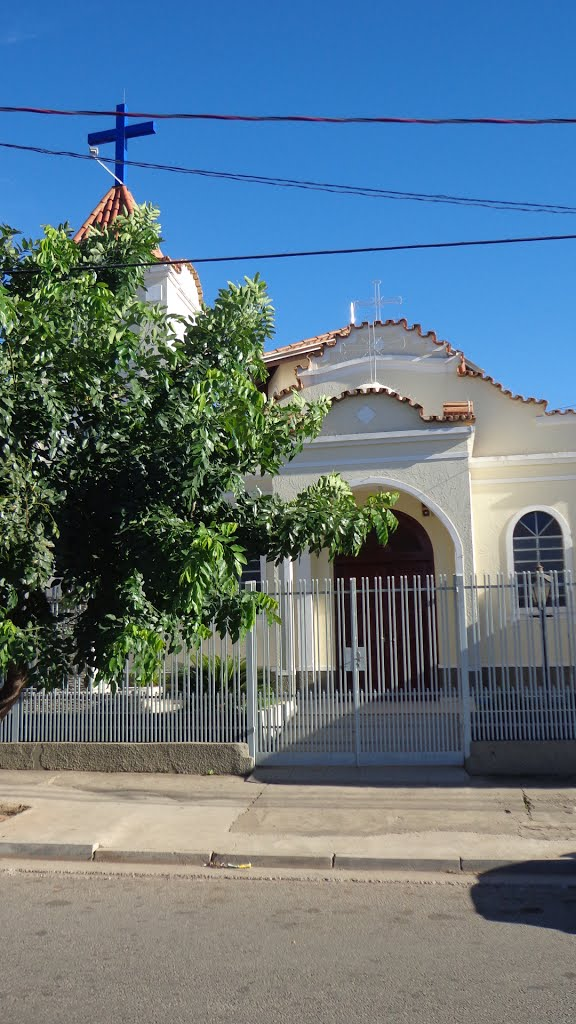
Igreja.

O Cristianismo se faz presente no bairro da seguinte forma:

### Igreja Católica
- A igreja faz parte da Arquidiocese de Sorocaba[22].

### Igrejas Evangélicas
- Assembleia de Deus - O bairro possui congregação da Assembleia de Deus Ministério do Belém, vinculada ao Campo de Sorocaba. Por essa igreja, através de um início simples, mas sob a benção de Deus, a mensagem pentecostal chegou ao Brasil. Esta mensagem originada nos céus alcançou milhares de pessoas em todo o país, fazendo da Assembleia de Deus a maior igreja evangélica do Brasil[23][24].
- Congregação Cristã no Brasil[25].